# Bibertal

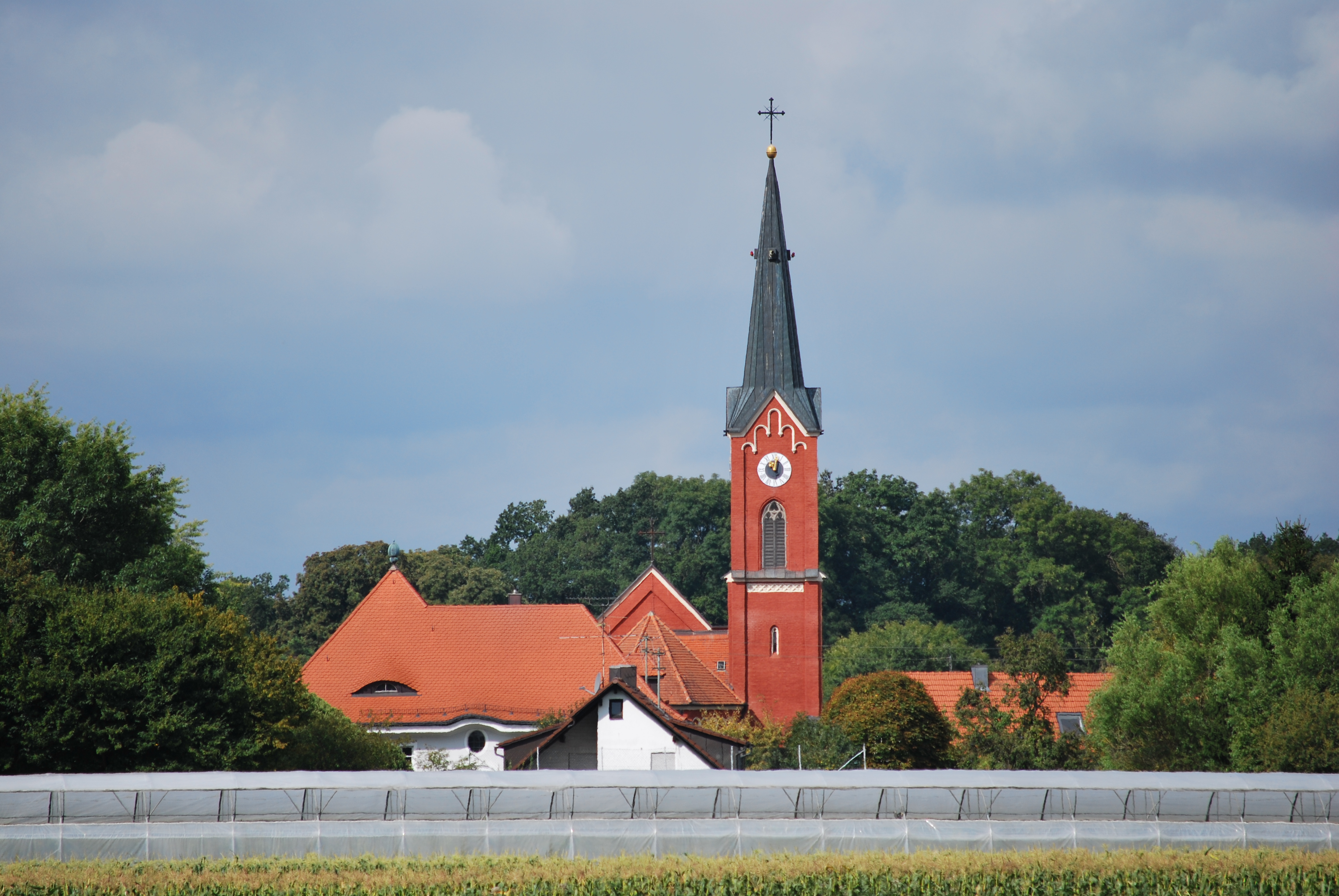
St. Leonhard in Echlishausen

Bibertal ist eine seit 1978 bestehende Gemeinde im schwäbischen Landkreis Günzburg. Verwaltungssitz ist die Ortschaft Bühl. Namensgebend ist der Fluss Biber, an dessen unterem Lauf die Gemeinde liegt.

## Geografie
Das Gebiet umfasst die Täler der Biber, des Osterbaches und der Drill.
Bibertal liegt in der Region Donau-Iller. Naturräumlich gehört es zur Donau-Iller-Lech-Platte („Oberschwäbische Hochebenen“), welche Teil des Alpenvorlandes ist, eine der Naturräumlichen Haupteinheiten Deutschlands. Eine Ortschaft namens Bibertal gibt es nicht in der Gemeinde.

## Gemeindegliederung
Die Gemeinde besteht aus acht Gemarkungen und hat zwölf Gemeindeteile (in Klammern ist der Siedlungstyp angegeben):
- Gemarkung Anhofen (Kirchdorf) mit Emmenthal (Weiler) und Happach (Dorf)
- Gemarkung Bühl (Pfarrdorf)
- Gemarkung Echlishausen (Kirchdorf) mit Opferstetten (Dorf)
- Gemarkung Ettlishofen (Kirchdorf) mit Hetschwang (Kirchdorf)
- Gemarkung Großkissendorf (Pfarrdorf)
- Gemarkung Kleinkissendorf (Dorf)
- Gemarkung Schneckenhofen (Kirchdorf)
- Gemarkung Silheim (Kirchdorf)

## Geschichte

### Bis zur Gründung der Vorläufergemeinden
Die Geschichte der Gemeindeteile reicht zum Teil sehr weit zurück. Auf der Gemarkung von Echlishausen finden sich Spuren der Kelten, der Römer und eines Nonnenklosters (Nonnenburg). Ein genaues Besiedlungsdatum ist daher nicht feststellbar.
Das Gebiet von Bibertal gehörte zur vorderösterreichischen Markgrafschaft Burgau, seit den Friedensverträgen von Brünn und Preßburg 1805 zu Bayern. Im Zuge der Verwaltungsreformen im Königreich Bayern entstanden mit dem Gemeindeedikt von 1818 mehrere selbstständige Gemeinden.

### Fusion
Anlässlich der bayerischen Gebietsreform wurden am 1. Mai 1978 die Gemeinden Anhofen, Bühl, Echlishausen, Ettlishofen, Kissendorf (am 1. April 1971 durch Fusion von Groß- und Kleinkissendorf entstanden), Schneckenhofen und Silheim zur Einheitsgemeinde Bibertal zusammengeschlossen. Eine Klage von Ettlishofen dagegen war 1981 erfolglos.

### Einwohnerentwicklung
Auf dem Gebiet der Gemeinde wurden folgende Einwohnerzahlen festgestellt:
- 1961: 3289 Einwohner[5]
- 1970: 3631 Einwohner[5]
- 1987: 4021 Einwohner
- 1991: 4242 Einwohner
- 1995: 4461 Einwohner
- 2000: 4709 Einwohner
- 2005: 4803 Einwohner
- 2010: 4710 Einwohner
- 2015: 4762 Einwohner
- 2017: 4829 Einwohner
- 2018: 4846 Einwohner

Einwohnerentwicklung von Bibertal von 1961 bis 2018 nach nebenstehender Tabelle

Zwischen 1988 und 2018 wuchs die Gemeinde von 4038 auf 4846 um 808 Einwohner bzw. um 20 %.

## Politik
Der Gemeinderat hat 16 Mitglieder. Seit der Kommunalwahl 2020 verteilen sich die Sitze auf folgende Listen:
| Parteien und Wählergemeinschaften | % 2020 | Sitze 2020 |
| --------------------------------- | ------ | ---------- |
| CSU                               | 51,56  | 8          |
| FW                                | 31,83  | 5          |
| SPD                               | 16,61  | 3          |
| Gesamt                            | 100,0  | 16         |
| Wahlbeteiligung in %              | 57,47  | 57,47      |

Bürgermeister seit der Gründung:
- 1978–1996: Hans Joas (CSU)
- 1996–2002: Wolfgang Beyer (SPD)
- 2002–2014: Robert Strobel (CSU)
- 2014–2020: Oliver Preußner (CSU)
- seit 2020: Roman Gepperth (CSU)

## Wappen
| | Blasonierung: „Über grünem Dreiberg fünfmal schräglinks geteilt von Silber und Rot mit einem silbernen Herzschild, darin unter blauem Wellenbalken ein roter Granatapfel an grün belaubtem Stiel.“ |
| Wappenbegründung: Der grüne Dreiberg steht redend für den Ort Bühl, dessen Name Hügel bedeutet. Die fünfmalige Schräglinksteilung von Silber und Rot ist dem Wappen der Markgrafschaft Burgau entnommen, die seit dem Mittelalter die Landesherrschaft im Gemeindegebiet innehatte. Der Granatapfel im Herzschild stammt aus dem Wappen der Familie von Osterberg. Sie erwarb 1663 die Adelsherrschaft Bühl und richtete dort ein Obervogteiamt ein. Der blaue Wellenbalken stellt den Fluss Biber dar, der dem Ort seinen Namen gab. Er steht damit redend für den Ortsnamen. Wappenführung seit 1981. | |

## Bodendenkmäler
27 bekannte Funde im Jahr 2012, darunter
- D-7-7527-0012 Straße der römischen Kaiserzeit. Im Jahr 2012 wurde die Römerstraße unmittelbar an der Gemarkungsgrenze von Leipheim, ca. 10 m nördlich von Lohrs Wäldchen bei einem Wiesenumbruch wieder ein Stück weit aufgedeckt. Im weiteren Verlauf ist sie in den Wiesen Richtung Osten ca. 100 m weit im Gelände deutlich erkennbar.

## Wirtschaft und Infrastruktur
Die Bahnstrecke Augsburg–Ulm verläuft nördlich von Bibertal.

### Wirtschaft
2017 gab es nach der amtlichen Statistik insgesamt 516 sozialversicherungspflichtig Beschäftigte am Arbeitsort. Von der Wohnbevölkerung standen 2160 Personen in einer sozialversicherungspflichtigen Tätigkeit. Die Zahl der Auspendler lag damit um 1644 Berufstätige über der Zahl der Einpendler.
2012 gab es 24 gemeldete Gewerbebetriebe.
Im Jahr 2007 bestanden 67 landwirtschaftliche Betriebe. Von der Gemeindeflur waren 2551 ha landwirtschaftlich genutzt, davon waren 1984 ha Ackerfläche und 568 ha Dauergrünfläche.

### Tourismus
Durch die Nähe zum Freizeitpark Legoland Deutschland entwickelte sich ein spürbarer Tourismus im Günzburger Land. In Bibertal sind seitdem zwölf Übernachtungsanbieter zu den vorhandenen fünf Gastronomiebetrieben dazugekommen. Die Gemeinde hat vier eigene Wanderwege angelegt und ist Teil des Radwanderweges Wasserspuren.

### Bildung
2018 gab es folgende Einrichtungen:
- 2 Kindertageseinrichtungen mit zusammen 218 genehmigten Plätzen und 201 Kindern
- 1 Volksschule mit 8 Klassen, 10 Lehrern und 179 Schülern
- Volkshochschule
- Zwei katholische Volksbüchereien
- Außenstelle der Volkshochschule Günzburg

## Dort geboren
- Nikolaus Bernhard (1881–1957), Gewerkschaftsvorsitzender und Politiker, Reichstagsabgeordneter
- Leonhard Keller (* 1952) aus Opferstetten, Präsident des schwäbischen Bauernverbandes von 1991 bis 2012, Kreisobmann in Günzburg 1991 bis 2012, im November 2012 zum Ehrenpräsidenten des schwäbischen Bauernverbandes ernannt, Träger des Bundesverdienstkreuzes am Bande (2014)